# Armas Taipale
Armas Rudolf Taipale (27. července 1890 Helsinki – 8. listopadu 1976 Turku) byl finský atlet, specializující se zejména na hod diskem, trojnásobný olympijský medailista.
Na olympiádě ve Stockholmu v roce 1912 zvítězil v „normálním” hodu diskem (a vytvořil olympijský rekord 45,21 m) a také v hodu diskem obouruč (sčítaly se výsledky hodu levou a pravou rukou). O rok později, 20. července 1913, zlepšil světový rekord v hodu dikem na 47,85 m.
Ve sportovní kariéře pokračoval i po první světové válce. Na olympiádě v Antverpách v roce 1920 skončil mezi diskaři druhý. Startoval zde také ve vrhu koulí, ale nedostal se do finále. Při svém třetím olympijském startu v Paříži v roce 1924 obsadil v soutěži diskařů dvanácté místo.